# Duarte Leite

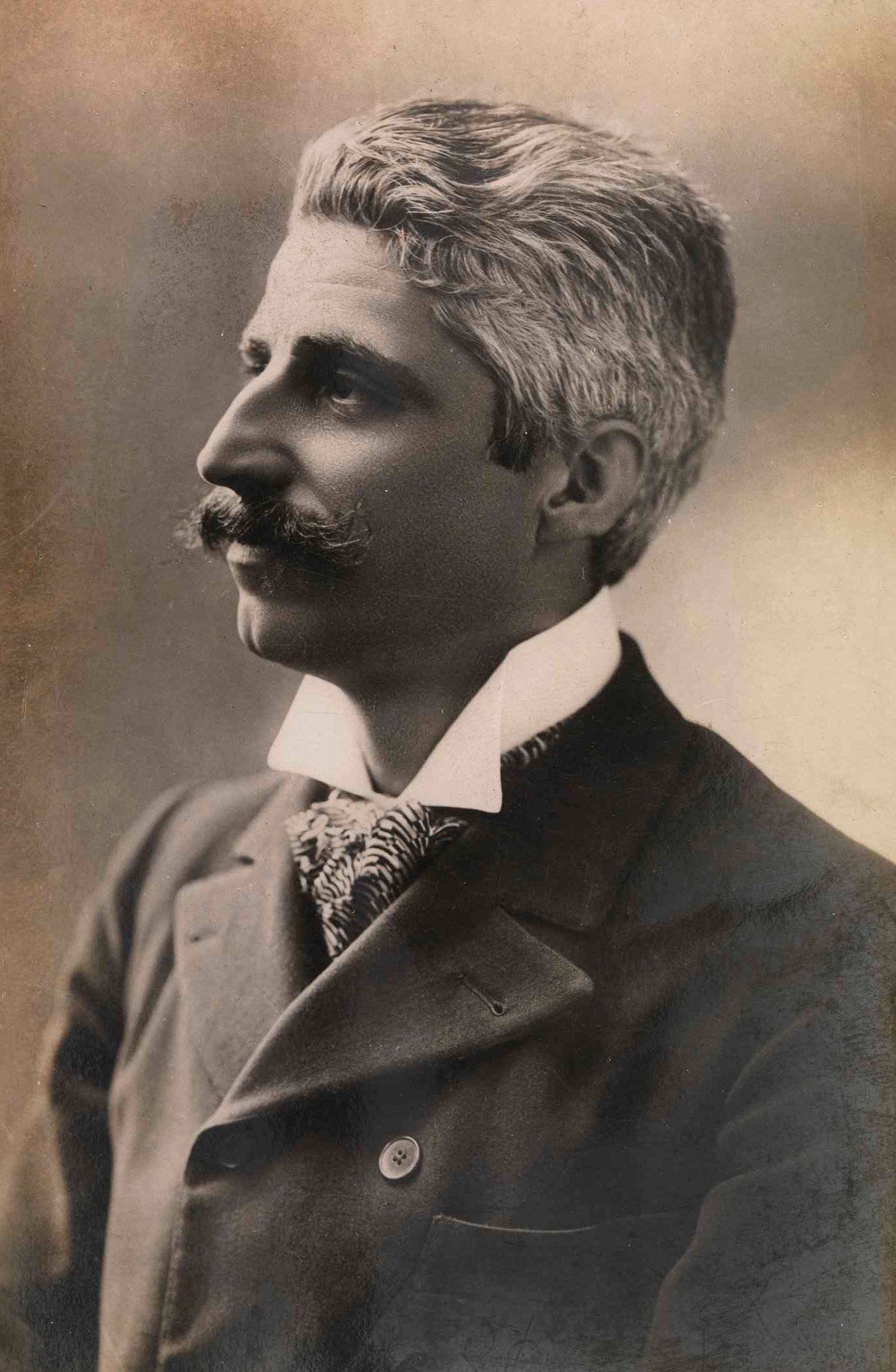

Duarte Leite Pereira da Silva (Porto, 11 augustus 1864 – Meinedo, 29 september 1950) was een Portugees historicus, journalist, diplomaat en politicus. Van zijn land was hij tijdens de Eerste Portugese Republiek premier en minister van Financiën.

## Levensloop
Duarte Leite studeerde filosofie en wiskunde aan de Universiteit van Coimbra, die hij in 1885 verliet. Van 1886 tot 1911 onderwees hij aan de Polytechnische Academie van Porto. Tegelijkertijd was hij de uitgever van het dagblad A Pátria en schreef hij artikels voor de kranten O Primeiro de Janeiro en Seara Nova.
In de regering van Augusto de Vasconcelos (13 november 1911 - 16 juni 1912) was hij minister van Financiën, waarna hij van 16 juni 1912 tot en met 9 januari 1913 zelf premier van Portugal was. Hij was lid van de Democratische Partij.
Van 1914 tot 1931 was hij ambassadeur in Brazilië. Tijdens de dictatuur van António de Oliveira Salazar, die in 1932 begon, bleef hij trouw aan zijn democratische overtuigingen en was hij lid van de deels legale oppositie. 
- Bibliothèque nationale de France: cb127480608 (data)
- Gemeinsame Normdatei: 172503787
- International Standard Name Identifier: 0000 0000 8204 6758
- Library of Congress Control Number: no2010115508
- Nederlandse Thesaurus van Auteursnamen: 142280542
- Réseau des bibliothèques de Suisse occidentale: 02-A014079592
- Istituto Centrale per il Catalogo Unico: PUVV233711
- Système universitaire de documentation: 078640768
- Virtual International Authority File: 19803980
- WorldCat: E39PBJrChD9GwfWdKKmJqbWdQq